# Thamphthis
Thamphthis är det helleniserade namnet på en farao under Egyptens fjärde dynasti som regerade i ungefär 2 år omkring 2500 f.Kr. Det gammalegyptiska namnet finns inte bevarat på någon av kungalistorna, men han kan ha varit identisk med Djedefptah (även nämnd som Ptahdjedef).
Hans existens är dock ifrågasatt eftersom det inte finns några samtida källor som bevisar att han skulle ha regerat. Man ser därför oftast Shepseskaf som den siste härskaren av den fjärde dynastin. Eftersom Thamphthis beskrivs i Manethos Aegyptiacae försöker egyptologer placera honom med bevisade faraoner för att bygga upp en kronologi, vilket lett till debatter och kontroverser.
En mängd teorier om Thamphthis har framlagts:
- Han var en usurpator.[2]
- Han var påhittad eftersom inga arkeologiska fynd existerar.[3]
- Han var egentligen en drottning vid namn Khentikaus I.[4]
- Han var son till Shepseskaf men regerade bara en mycket kort tid.[5]

Historikern Sextus Julius Africanus som översatte Manetho beskriver Thamphthis som den sista härskaren under fjärde dynastin som regerade i 9 år. Eusebios nämner honom inte och ger som skäl till detta att Thamphthis inte borde nämnas eftersom han inte gjorde något värt att nämnas.
Turinpapyrusen är svårt skadad på rad 3.16 och namnet saknas. Det är möjligt att denna rad skulle kunnat innehålla Thamphthis namn, men det enda som kan läsas är regeringslängden på 2 år.
På Sakkaratabletten är nr 20 Menkaura och nr 25 Userkaf. Nummer 21-24 är oläsbara och det är osäkert om en av de fyra förstörda kartuscherna innehöll Thamphthis namn.

## Titulatur
1. ↑  Alan H. Gardiner: The royal canon of Turin. Plakat 2.
2. ↑  Regerade enligt Africanus i 9 år.
3. ↑  Alan B. Lloyd: Herodotus, book II.. S. 77ff.

| Företrädare Shepseskaf | Kung av Egypten 4:e dynastin | Efterträdare Userkaf |